# Arnhem Land

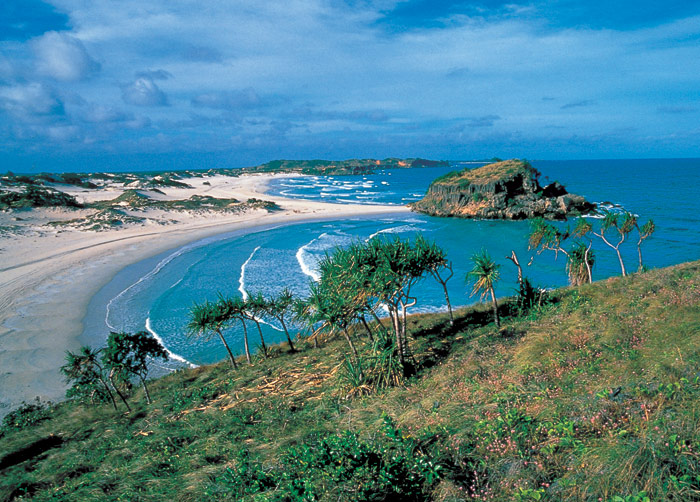
Nanydjaka vid Arnhem Lands kust

Arnhem Land, egentligen Arnhem Land Aboriginal Reserve, är ett reservat för aboriginer i Northern Territory, Australien, beläget öster om Darwin och väster om Carpentariaviken.
Arnhem Land bildades 1931 och är 97 000 kvadratkilometer stort. Området är bland annat känt för klippmålningar utförda av ursprungsbefolkningen. Arnhem Land hade 16 230 invånare 2007.